# Elly Schlein
Elly Schlein, née le 4 mai 1985 à Lugano en Suisse, est une femme politique italienne, possédant également les nationalités américaine et suisse.
Elle est membre du Parti démocrate (PD), dont elle est élue secrétaire lors des élections primaires du 26 février 2023.

## Biographie

### Origines familiales et études
Elly Schlein (née Elena Ethel Schlein) naît le 4 mai 1985 à Lugano, dans le canton du Tessin. Elle possède les nationalités italienne, américaine et suisse. Elle a un frère aîné mathématicien et une sœur aînée diplomate.
Son père, Melvin Schlein, est un politologue américain, professeur émérite d'histoire et de sciences politiques à la Franklin University Switzerland (en) ; sa mère, Maria Paola Viviani, est une juriste italienne, originaire de Sienne, professeur de droit public à l'université de l'Insubrie. Son grand-père maternel est l'avocat antifasciste siennois et sénateur socialiste Agostino Viviani (it),  et son grand-père paternel, Herschel Schleyen, d'origine juive ukrainienne, avait émigré aux États-Unis, où son nom est modifié en Harry Schlein. 
Elle effectue sa scolarité secondaire en Suisse et obtient en 2004 sa maturité au lycée cantonal de Lugano (it), puis elle s'inscrit à l'université de Bologne, où elle obtient son diplôme de droit en 2011,,.

## Parcours politique

### Débuts en politique
Au terme de ses études, elle se rend aux États-Unis, où elle est volontaire pour les deux campagnes électorales de Barack Obama. Elle a soutenu Pippo Civati au sein de la direction du PD contre Matteo Renzi.
En février 2014, elle présente sa candidature au Parlement européen dans la circonscription Nord-Ouest, et mène une campagne électorale appelée « slow foot ». Le 25 mai 2014, elle est élue au Parlement européen, avec 53 681 voix. Elle devient alors membre de la commission du développement.
Elle se distingue, alors que Matteo Renzi est président du Conseil, par son opposition au « Jobs Act », un ensemble de lois sur la libéralisation du marché du travail. En 2015, elle participe à la campagne « Occupy PD », menée par des jeunes militants occupant les sièges de l'organisation pour demander un virage à gauche.
En mai 2015, elle annonce son départ du Parti démocrate pour Possibile, une petite formation située plus à gauche.
En avril 2019, elle annonce qu’elle ne se représente pas.
Elle affirme publiquement être en couple avec une femme et sa bisexualité à la télévision en 2020, dans l'émission L'Assedio de la chaîne Nove.

### Élection à la tête du Parti démocrate
À la suite des mauvais résultats du Parti démocrate aux élections parlementaires de 2022 et de la démission d'Enrico Letta, elle se porte candidate à la primaire du parti en 2023 où elle est élue secrétaire du Parti avec 53,75 % des voix. Sa victoire face à Stefano Bonaccini, un dirigeant du PD plus à droite qu'elle et favori des sondages, constitue une surprise, ce dernier ayant obtenu un soutien majoritaire des adhérents du parti lors de la phase préalable des primaires.
Elle prend la tête d'un parti en fort déclin : seul un million de personnes ont pris part au vote, contre 1,6 million de votants en 2019 et trois millions en 2007 lors de la fondation du parti.
Première femme à ce poste, elle souhaite « révolutionner le Parti démocrate, dans le respect de la pluralité ». Elle entend notamment mettre l'accent sur la lutte contre les inégalités sociales et de genre, combattre le travail précaire avec l'introduction d'un salaire minimum, protéger le secteur de la santé publique et affronter le défi du changement climatique. Elle se dit favorable à une alliance entre le PD et le Mouvement 5 étoiles (M5S). Le 24 février 2024, elle annonce être en faveur de la légalisation du cannabis et du mariage entre personnes du même sexe.